# 알렉산더 콜더
알렉산더 콜더(영어: Alexander Calder, 1898년 7월 22일∼1976년 11월 11일)는 미국의 조각가이다.
모빌의 창시자로 알려진 콜더는 미국의 필라델피아에서 출생하였다. 처음 공학을 배웠으며 뉴욕에서 명성을 얻게 되었다. 1926년 런던을 거쳐 파리로 유학, 여기에서 처음으로 목조에 손을 댔으며 철사조각도 제작하였다. 이윽고 구성주의와 신조형주의(新造形主義)의 영향을 받아 추상조각으로 전환하였고, 또한 미로를 위시한 쉬르레알리슴의 회화에서 이미지를 계발하게 되었다. 갖가지 금속 소재를 사용하게 된 데에는 자코메티가 시사한 바를 따랐다는 말도 있다. 1932년에 그는 철사와 쇠조각을 사용, 입체를 구성하여 이것을 공중에 매달아 공기의 진동에 의하여 움직일 수 있는 조형물을 제작했다. 이것이 모빌이며 이 제작에 의하여 그는 조각은 부동한 것이라고 하는 종래의 사고방식을 한꺼번에 역전시켰다. 그는 또한 스태빌이라 부르는 움직이지 않는 금속판의 구성물을 만들었다.